# Пружани (ґміна)
Ґміна Пружани — сільська ґміна в Поліському воєводстві Другої Речі Посполитої. Центром ґміни було містечко Пружани, яке утворювало окрему міську ґміну.
Ґміна була утворена 22 січня 1926 року в Пружанському повіті Поліського воєводства з населених пунктів:
- ліквідованої ґміни Добучін — села: Бузуни, Добучин, Яковичі, Малі Яковичі, Огородники, Орабники, Поросляни і Задіння; фільварки: Білосівщина, Каролин, Шидлівщина, Пружана (Губернія) й Обержа; колонія: Шидлівщина, селище: Мала Шидлівщина;
- ліквідованої ґміни Шані — села: Зосимовичі, Плебанці, Шані й Шубичі; фільварки: Кам'яниця, Казимирове, Шубичі й Зосимовичі; селище: Кам'яниця, околиця: Ляхи, тартак: Воля;
- ліквідованої ґміни Мікіцічи — села: Заболоття, Загір'я, Задворяни, Куплин, Олішевичі, Смоляни, Тулівщина; фільварки: Борок, Новий Куплин, Шуляківщина, І Загір'я, ІІ Загір'я; колонії: Балабанівка і Микитичі;
- ліквідованої ґміни Носкі — села: Довге і Кругле; фільварки: Довге, Кулики і Старий Куплин;
- ґміни Линово — села Полонна, Слонімці і Семеньча та фільварок Семеньча.

1 квітня 1932 року передані населені пункти:
- зі скасованої ґміни Линово — містечко: Линове, села: Городняни, Яці, Линове, Оранчиці, Линовечки, Вільшани, Чахець, Щакуни і Засими, хутори: Линове, Малинівка, Вільшаниця, Видерка, Дубрівка, Станіславове, Чахець, Хомне, Козячий Брід і Млинок, колонії: Бруковиця, Глинки, Копальня, Хвоїнки, Яцківщина, Трусовиця, Крукове, Казимирове-Трусовець, Казимирове і Воля Казимирівська, лісничівки Забуда і Кривуля, маєтки: Линове, Ізабелин, Оранжиці, Оранжиці Нові, Чахець, Линівка I, Линівка II, Микитичі, військове селище: Клітне, цивільне селище: Клітне, залізнична станція; Оранжиці, фільварок православної парафії Оранжиці і військові казарми;
- до ґміни Малеч — села: Задворяни, Загір'я і Тулівщина; фільварки: I Загір'я і II Загір'я, хутір: Болдун;
- до ґміни Рудники — селище Шидлівщина, колонія Шидлівщина і фільварок Шидлівщина.

18 квітня 1934 року частина території маєтку Губернія і фільварок Августинівка увійшли до складу міста Пружани.
Після закінчення Другої світової війни територія ґміни у складі Радянського Союзу.